# Keepsake: Il mistero di Dragonvale
Keepsake: Il mistero di Dragonvale (Keepsake) è un videogioco di avventura sviluppato dalla Wicked Studios e pubblicato da The Adventure Company nel marzo 2006, il gioco è un punta e clicca in terza persona.

## Trama
Lydia è una studentessa dell'accademia di magia di Dragonvale. All'inizio dell'anno scolastico arriva nella scuola, dove ha appuntamento con la sua migliore amica Celeste, ma con sua grande sorpresa scopre che l'intero istituto è completamente deserto. Con l'aiuto di un lupo di nome Zak la giovane Lydia deve indagare sul mistero accaduto a Dragonvale che ha causato la scomparsa di un centinaio di persone e trovare il modo di riabbracciare i suoi cari.